# Долматов, Александр Юрьевич
Алекса́ндр Ю́рьевич Долма́тов (12 сентября 1976 — 17 января 2013, Роттердам, Южная Голландия) — российский инженер-конструктор ракетного предприятия, участник и активист протестного движения. Член Национал-большевистской партии, активист «Другой России». Принимал активное участие в протестных акциях, участник митинга на Болотной площади 6 мая 2012 года. 17 января 2013 покончил с собой в депортационной тюрьме в Роттердаме.

## Биография
Работал конструктором в ОАО «Корпорация „Тактическое ракетное вооружение“».
Являлся членом Национал-большевистской партии (до момента запрещения) и партии Другая Россия. Принимал активное участие в протестных акциях.
С 2010 года участвовал во всех акциях «Стратегии-31».

### «Марш миллионов»
Был задержан 6 мая 2012 года на «Марше миллионов» в Москве за неповиновение сотрудникам полиции. Вместе с другими участниками акции на Болотной площади был доставлен в ОВД «Таганское», откуда был направлен психиатрическую больницу № 14, где ему через 24 часа поставили диагноз шизофрения. После своего освобождения стал жаловаться на преследование и угрозы со стороны спецслужб.
10 июня улетел через Киев в Нидерланды. Через три дня подал прошение о предоставлении ему политического убежища на территории Нидерландов, однако в этом ему было отказано.

## Смерть
17 января 2013 Александр Долматов повесился в депортационной тюрьме в Роттердаме. Служба репатриации и депортации Нидерландов сообщила Посольству России в Гааге о смерти в центре временного содержания соискателей убежища гражданина России Долматова.
3 февраля 2013 года тело Долматова было доставлено в Москву. 6 февраля состоялась гражданская панихида в Сахаровском центре. В траурной церемонии приняли участие около 30 человек, включая Сергея Удальцова и Эдуарда Лимонова.
В Нидерландах началось расследование[когда?] самоубийства Александра Долматова. По словам пресс-секретаря голландского Минюста Шарлот Ментен, результаты расследования будут переданы[когда?] заместителю министра юстиции Фредрику Теевену, после чего предадут огласке[когда?].

## Реакции и мнения

### Реакция друзей и близких
Мать Александра Долматова — Людмила Доронина, просила в январе 2013 года королеву Нидерландов организовать независимое расследование обстоятельств его смерти.

### Реакция оппозиции
18 января активисты «Другой России» в Москве и Санкт-Петербурге провели акции памяти Александра Долматова у консульства Нидерландов.
В проекте резолюции Координационного совета оппозиции ответственность за смерть Долматова была возложена на российские власти. Лидер «Другой России» Эдуард Лимонов заявил, что Долматов был убит, поскольку отказался сотрудничать со спецслужбами иностранного государства.
Партия «Другая Россия» объявила сбор средств в помощь матери Долматова.

### Реакция адвокатов и правозащитников
Правозащитники, включая Amnesty International, были намерены обжаловать в Европейском суде по правам человека действия нидерландских властей. По их мнению, причиной самоубийства Долматова стало незаконное помещение в депортационную тюрьму.
Председатель Ассоциации адвокатов за права человека Евгений Архипов сказал, что в депортационной тюрьме над Долматовым издевались и что Долматова до самоубийства довели нидерландские власти.

### Реакция властей России
Министерство иностранных дел РФ сообщило, что Россия требует незамедлительного и всестороннего расследования гибели Долматова.
29 января Посол России в Гааге провел встречу с генсекретарем Министерства юстиции и безопасности Нидерландов для выяснения хода расследования и ускорения процедуры подготовки тела к отправке в Россию .
В интервью с Владимиром Соловьевым 10 февраля Министр иностранных дел России Сергей Лавров заявил, что Долматов – гражданин России, абсолютно не важно, какие у него были политические взгляды. По словам Лаврова, МИД защищает граждан России независимо от их политических взглядов, так как это требование закона, и моральная обязанность, помимо служебной.

### Реакция властей Нидерландов
Полномочный министр посольства Королевства Нидерландов Онно Элдеренбош заявил, что власти Нидерландов не связывают самоубийство Александра Долматова с отказом в предоставлении ему политического убежища в стране.
Королева Нидерландов Беатрикс назвала смерть Долматова «большой трагедией» и «сложным случаем».
Расследование, итоги которого были подведены в апреле в докладе Министерства юстиции и безопасности Нидерландов, показало, что Долматов был помещен в депортационный центр безосновательно, и в силу своевременной подачи апелляции на отказ в предоставлении убежища он не мог считаться лицом, находящимся в Нидерландах незаконно. Было также выявлено, что инструкции по предоставлению задержанному лицу юридической помощи соблюдены не были. Ненадлежащим образом была оказана медицинская помощь в депортационном центре. Вместе с тем в докладе подчеркивается, что связи между имевшими место нарушениями и самоубийством следствием не установлено. Причиной случившегося называются не ошибки или недосмотр конкретных лиц (хотя и такие тоже были), а системные недостатки в организации работы с соискателями убежища. В частности, констатируется, что дала сбой система обмена информацией, хранящая все сведения о соискателях убежища. Из-за неполноты и задержек с внесением в нее данных Долматова он был ошибочно помещен в депортационный центр с целью дальнейшей принудительной высылки из страны. Кроме того, у соответствующих ведомств не было полной картины состояния его здоровья.